# Joan Laporta
Joan Laporta i Estruch (Barcellona, 29 giugno 1962) è un dirigente sportivo e politico spagnolo, presidente del Barcellona.
È stato presidente del Barcellona dal 15 giugno 2003 al 30 giugno 2010, prima di essere rieletto il 7 marzo 2021. Durante il suo primo mandato, il club ha conquistato quattro campionati spagnoli, due coppe spagnole, tre supercoppe spagnole, due Champions League, una supercoppa europea ed un mondiale per club.
Dal 29 novembre 2010 al 17 dicembre 2012 è stato deputato del Parlamento della Catalogna.

## Biografia

### Gli inizi
Nato a Barcellona, Joan Laporta si è laureato all'università locale e da allora svolge la professione di avvocato presso lo studio Laporta & Arbós.
Oltre alla carriera di avvocato, Laporta è stato sempre attivo anche in campo politico: fu infatti il cofondatore, insieme a Sebastià Roca, del progetto Elefant Blau, una piattaforma creata per denunciare i metodi di gestione del Barcellona da parte dell'allora presidente blaugrana Josep Lluís Núñez. Nel 2000, in seguito alle dimissioni di Núñez, Laporta fece parte della lista di opposizione capeggiata da Lluis Bassat, che perse le elezioni contro Joan Gaspart, già vice di Núñez tra il 1998 e il 2000.
Dopo le elezioni del 2000, e visto lo scarso successo della presidenza di Gaspart, Laporta iniziò a formare un gruppo di lavoro con il quale candidarsi alle elezioni, qualora fossero state anticipate. Laporta decise di presentare una propria candidatura, indipendente da quella di Bassat, nella quale riunì i giovani imprenditori che lo avevano accompagnato come Sandro Rosell, che divenne il braccio destro di Laporta e delegato delle questioni sportive. Rosell, a sua volta, contribuì alla squadra di Laporta con diversi uomini d'affari di fiducia, come Jordi Monés o Josep Maria Bartomeu.

### Barcellona

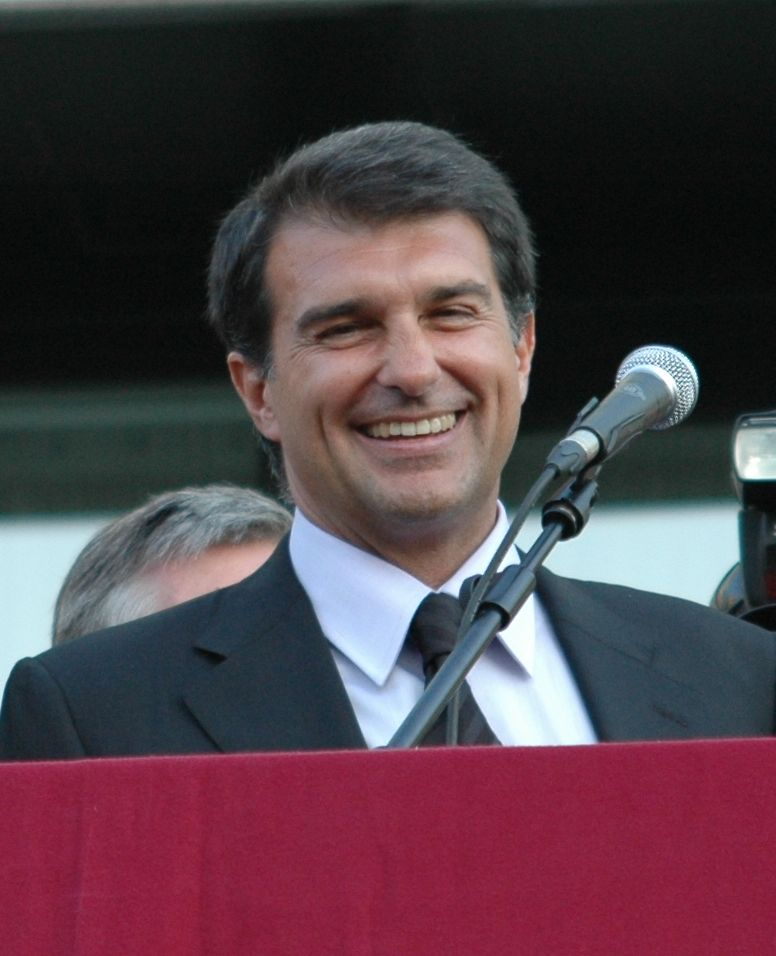
Joan Laporta nel 2008

Dopo le dimissioni di Gaspart nel febbraio 2003 e la presidenza ad interim di Enric Reyna, vennero indette nuove elezioni. Laporta presentò ufficialmente la sua candidatura per le elezioni del 15 giugno 2003, ricordate per il maggior numero di candidati che si presentarono: un totale di sei candidati (lo stesso Laporta, Lluís Bassat, Jaume Llauradó, Josep Martínez-Rovira, Josep Maria Minguella e Jordi Majó). Tutti i sondaggi indicavano come grande favorito Lluis Bassat. Sebbene inizialmente la candidatura di Bassat fosse data per favorita in tutti i sondaggi, con l'avvicinarsi della sfida elettorale perse forza. Laporta accorciò le distanze, fino a diventare il nuovo favorito alla vittoria. Il 15 giugno 2003 Laporta vinse le elezioni presidenziali del Barcellona con il 52,6% dei consensi diventando, all'età di 41 anni, il quarto presidente più giovane nella storia del Barcellona.
La prima stagione di Laporta come presidente si sarebbe rivelata uno spartiacque per il club, ma non senza difficoltà iniziali. Supportato dai consigli di Johan Cruyff e dall'operato del vicepresidente sportivo Sandro Rosell, cambiò radicalmente il club, incluse le strutture sportive, e nominò Txiki Begiristain come direttore sportivo. Esonerato l'allenatore Radomir Antić, Laporta cercò di ingaggiare prima Guus Hiddink e poi Ronald Koeman, ma alla fine optò per Frank Rijkaard come allenatore, nonostante l'olandese avesse poca esperienza. Quanto ai giocatori, Laporta non riuscì ad ingaggiare il giocatore che aveva annunciato in campagna elettorale, David Beckham, in quanto l'inglese firmò per il Real Madrid. Nonostante il poco tempo per prepararsi alla nuova stagione e la mancanza di risorse finanziarie, Laporta guidò un profondo rinnovamento della rosa: arrivarono Ronaldinho, Quaresma, Rafael Márquez, Luis García e Abrante, Rustu e Giovanni Van Bronckhorst. La stagione 2003-2004 non iniziò nel migliore dei modi dal punto di vista dei risultati, e Laporta dovette scontrarsi anche con alcuni gruppi ultras. Tuttavia col passare dei mesi, i risultati migliorarono e la squadra terminò al secondo posto, tornando in Champions League.
Prima dell'inizio della seconda stagione, la dirigenza guidata completò il rinnovo della squadra di calcio iniziato l'anno precedente: vennero acquistati Samuel Eto'o, Deco, Edmílson, Giuly, Belletti, Sylvinho, Larsson, Maxi López e Demetrio Albertini. La stagione andò molto bene, con la squadra che guidò la classifica del campionato spagnolo per quasi tutta la stagione, mostrando anche un bel calcio. Le uniche battute d'arresto furono le eliminazioni in Champions League (agli ottavi di finale per mano del Chelsea) e in Copa del Rey. Il 14 maggio 2005, poco prima di completare il suo secondo anno di mandato presidenziale, la squadra si laureò campione di Spagna. Tuttavia, per quanto fosse andata bene la stagione calcistica, aumentò la distanza di vedute con il vicepresidente sportivo Sandro Rosell, che era in disaccordo con alcune decisioni del presidente e con i consigli che Cruyff dava a Laporta. A metà stagione i dissidi tra Laporta e Rosell erano ormai pubblici. La crisi di risultati delle altre sezioni sportive della polisportiva, e in particolare modo della squadra di basket, portò alla rottura anche con Josep María Bartomeu, dirigente responsabile delle sezioni. 
Il 2 giugno 2005, appena due settimane dopo il suo primo grande successo sportivo, quattro dei componenti del consiglio del Barcellona (Sandro Rosell, Jordi Monés, Josep Maria Bartomeu e Jordi Moix) si dimisero. I quattro ex membri del consiglio, con il vicepresidente sportivo Sandro Rosell in testa, denunciarono che Laporta non era più lo stesso di due anni prima e che valori come la democrazia, la trasparenza e il lavoro di squadra erano venuti meno a favore dell'autoritarismo, dell'opacità e dell'ambizione di potere. La crisi ebbe un grande impatto mediatico, e successivamente si dimise anche un quinto membro, Xavier Faus.
Nella stagione successiva il Barcellona vinse la Champions League, per la seconda volta nella sua storia, così come il campionato di quell'anno. La stagione 2006-2007 iniziò con la vittoria della Supercoppa spagnola, che il Barça conquistò battendo l'Espanyol, ma proseguì con la netta sconfitta nella finale di Supercoppa UEFA contro il Siviglia. Nel mese di dicembre il club partecipò alla Coppa del mondo per club da favorito, ma perse contro l'Internacional. In Champions League, i blaugrana furono eliminati agli ottavi contro il Liverpool, mentre in Copa del Rey uscirono in semifinale contro il Getafe. In campionato, invece, la lotta fu molto serrata: il Barcellona arrivò a pari punti con il Real Madrid, ma furono i blancos a vincere il titolo grazie alla miglior differenza reti negli scontri diretti.
Nella stagione 2007-2008 il Barça si rafforzò con gli acquisti dei francesi Thierry Henry ed Éric Abidal, l'ivoriano Yaya Touré e l'argentino Gabriel Milito. La stagione si rivelò negativa sotto il punto di vista dei risultati. La goccia che fece traboccare il vaso fu la netta sconfitta contro il Real Madrid del 7 maggio 2008. Il 6 luglio 2008 Oriol Giralt presentò una mozione di sfiducia contro Laporta. I sondaggi mostrarono che il 60,60% dei 39 389 voti espressi era contro Laporta. Anche se la mozione passò, il 66% necessario per indire nuove elezioni non fu raggiunto. A seguito dei risultati, si ipotizzò che Laporta si sarebbe ugualmente dimesso a causa delle pressioni degli altri membri del consiglio; questo scenario avrebbe portato l'allora vicepresidente Albert Vicens a subentrare a Laporta, con Ferran Soriano in sostituzione di Vicens come vicepresidente. Tuttavia Laporta smentì le voci. Il 10 luglio 2008 8 dei 17 membri del consiglio, tra cui i vicepresidenti Albert Vicens, Ferran Soriano e Marc Ingla, e gli amministratori Evarist Murtra, Toni Rovira, Xavier Cambra, Clàudia Vives-Fierro e Josep Lluís Vilaseca, si dimisero dopo la conferma di Laporta nonostante l'opinione dei soci.
Dopo aver esonerato Frank Rijkaard, Laporta nominò come nuovo allenatore Pep Guardiola, capitano del Barça alla fine dell'era del "Dream Team". L'unica esperienza di Guardiola come allenatore era stata con la squadra B la stagione precedente. Inoltre, acquistò i vari Gerard Piqué, Dani Alves, Martín Cáceres, Seydou Keita, Aliaksandr Hleb ed Henrique, e vennero aggregati in prima squadra i canterani Sergio Busquets e Pedro. Sebbene la squadra avesse iniziato male, perdendo la prima partita contro il Numancia (1-0) e pareggiando la seconda contro il Racing Santander (1-1), alla fine visse la stagione migliore della sua storia, vincendo campionato, Copa del Rey e Champions League. Ad agosto seguirono le vittorie in Supercoppa spagnola e in Supercoppa UEFA, oltre alla vittoria della Coppa del Mondo per club FIFA a dicembre. 
Nonostante i successi, Laporta dovette fronteggiare un nuovo momento difficile fuori dal campo quando si scoprì che Joan Oliver, direttore generale del Barcellona, aveva chiesto ad una società specializzata di monitorare i direttori Joan Boix, Joan Franquesa, Rafael Yuste e Jaume Ferrer al di fuori della loro attività nel club. Oliver disse che il monitoraggio dei membri del consiglio di amministrazione del club era stato fatto all'insaputa di Laporta. La questione delle intercettazioni aprì l'ennesima crisi istituzionale del direttivo di Laporta, che venne sfiduciato nel luglio 2008.
Laporta decise di non ricandidarsi per le elezioni presidenziali del 2010, che vennero poi vinte dall'imprenditore spagnolo Sandro Rosell con il 60% delle preferenze. Nel giugno del 2015 tornò a candidarsi dopo sette anni, ma a vincere fu il presidente uscente Josep Maria Bartomeu con il 54,6% dei voti a favore.
Nel novembre 2020 Laporta si ricandidò per le elezioni del 2021. Il 7 marzo 2021 venne rieletto presidente del Barcellona con il 54,28% dei voti a favore, tornando a presiedere il club dopo 11 anni.

### Politica
Nel 1996 Laporta entrò a far parte del Partito dell'Indipendenza, formato da Pilar Rahola e Ángel Colom, ex membri della Sinistra Repubblicana di Catalogna. Dopo la fine del suo mandato come presidente del Barcellona, Laporta formò il partito politico indipendentista Democràcia Catalana. Nell'estate del 2010 il partito di Laporta si accorpò ad altri partiti extraparlamentari pro-indipendenza e movimenti di base in una coalizione politica chiamata Solidarietà catalana per l'indipendenza. Laporta venne eletto presidente di questa formazione. Nelle elezioni catalane del 28 novembre 2010, il suo partito riuscì a conquistare 4 seggi nel parlamento catalano di 135 membri, diventando così il sesto partito più grande su sette. Laporta fu eletto nella circoscrizione di Barcellona. Nel 2011 Laporta si dimise da presidente della Solidarietà catalana per l'indipendenza e lasciò il partito.

## Controversie
Nell'ottobre 2005 Laporta dovette affrontare uno scandalo quando si venne a sapere che suo cognato, nonché membro del consiglio di amministrazione del Barcellona e responsabile della sicurezza, Alejandro Echevarría, era un membro della Fondazione Francisco Franco. Dopo diverse smentite di Echevarría e Laporta, contestate da documenti mostrati da un ex membro del consiglio di amministrazione, Laporta fu finalmente costretto ad accettare le dimissioni di Echevarría. Echevarría continuò, tuttavia, a essere vicino al club e gestì la sicurezza durante le celebrazioni del campionato 2005-2006. Lo scandalo Echevarría fu particolarmente eclatante, poiché le idee politiche di Laporta sono diametralmente opposte a quelle implicite dall'appartenenza di Echevarría alla Fondazione Francisco Franco. Laporta infatti è un indipendentista catalano e si è identificato in diverse occasioni come sostenitore dell'indipendenza della Catalogna dalla Spagna. All'inizio degli anni 1990, lui e altri politici catalani, come Pilar Rahola e Ángel Colom, fondarono l'ormai scomparso Partito per la indipendenza, che sosteneva l'indipendenza catalana. 
Laporta fu al centro di polemiche anche per la posizione assunta durante la Fiera del libro di Francoforte del 2007, alla quale non vennero invitati autori catalani che scrivevano in altre lingue, come lo spagnolo. Durante la fiera, Laporta dichiarò di "sperare che il Barcellona continuasse a essere uno strumento per promuovere la lingua e la cultura catalana" e che, al contrario, si sarebbe sentito obbligato "a creare la Repubblica catalana di Barcellona". Per questo motivo, Laporta fu accusato di mischiare il ruolo di presidente del Barcellona con la sua agenda politica.

## Vita privata
Joan Laporta è stato sposato con Constanza Echevarría, da cui ha avuto tre figli: Pol, Guillem e Jan.